# Assassinatos de ativistas dos direitos civis no Mississippi
Os assassinatos de Chaney, Goodman e Schwerner, também conhecidos como os assassinatos do Verão da Liberdade, assassinatos dos ativistas dos direitos civis do Mississippi, ou assassinatos do Mississippi Burning, ocorreram em junho de 1964, em Filadélfia, Mississippi, durante o Movimento dos Direitos Civis. As vítimas foram James Chaney, de Meridian, Mississippi, e Andrew Goodman e Michael Schwerner, da cidade de Nova York. Todos os três eram associados ao Conselho de Organizações Federadas (Council of Federated Organizations - COFO) e sua organização membro, o Congresso de Igualdade Racial (Congress of Racial Equality - CORE). Eles estavam envolvidos na campanha Verão da Liberdade (Freedom Summer), que visava registrar eleitores afro-americanos no Mississippi. Desde 1890 e até a virada do século, os estados do sul dos EUA haviam sistematicamente privado a maioria dos eleitores negros de seus direitos através de práticas discriminatórias no registro de eleitores e na votação.
Chaney era afro-americano, e Goodman e Schwerner eram judeus. O trio viajou cerca de 61 quilômetros ao norte de Meridian até a comunidade de Longdale para conversar com membros de uma igreja negra que havia sido incendiada e servia como um importante centro de organização comunitária. Após uma parada por excesso de velocidade, os três foram presos, escoltados até a cadeia local e mantidos sob custódia por várias horas. Quando foram liberados, foram seguidos por policiais e outras pessoas. Antes de deixar o Condado de Neshoba, seu carro foi parado novamente. Eles foram sequestrados, levados para outro local, e assassinados a tiros. Seus corpos foram enterrados em uma represa de terra.
O desaparecimento dos três homens foi inicialmente investigado como um caso de pessoas desaparecidas. O carro queimado dos ativistas foi encontrado estacionado perto de um pântano três dias após seu desaparecimento. O FBI, juntamente com as autoridades locais e estaduais e 400 marinheiros da Marinha dos EUA, realizaram uma extensa busca na área. Seus corpos só foram descobertos sete semanas depois, após uma denúncia. Durante a investigação, descobriu-se que membros dos Cavaleiros Brancos locais da Ku Klux Klan, do Gabinete do Xerife do Condado de Neshoba e do Departamento de Polícia de Filadélfia, Mississippi, estavam envolvidos no crime.
O assassinato dos ativistas gerou indignação nacional e levou a uma extensa investigação federal, conhecida como Mississippi Burning (MIBURN), que mais tarde inspirou o filme de 1988 com o mesmo nome. Em 1967, após o governo estadual se recusar a processar os responsáveis, o governo federal dos Estados Unidos acusou 18 indivíduos de violações de direitos civis. Sete foram condenados, e outros se declararam culpados, recebendo sentenças relativamente pequenas por seus atos. A indignação causada pelo assassinato ajudou a promover a aprovação da Lei dos Direitos de Voto de 1965. Quarenta e um anos após os assassinatos, um dos responsáveis, Edgar Ray Killen, foi acusado pelo estado do Mississippi por sua participação nos crimes. Em 2005, ele foi condenado por três acusações de homicídio culposo e recebeu uma sentença de 60 anos. Em 20 de junho de 2016, as autoridades federais e estaduais encerraram oficialmente o caso. Killen morreu na prisão em janeiro de 2018.

## Histórico

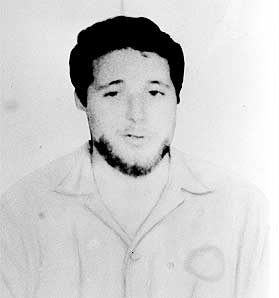
Michael Schwerner.

No início da década de 1960, o estado do Mississippi, assim como outros governos locais e estaduais do sul dos Estados Unidos, desafiava a orientação federal sobre integração racial. As recentes decisões da Suprema Corte haviam perturbado o establishment do Mississippi, e a sociedade branca do estado reagiu com hostilidade aberta. Supremacistas brancos usaram táticas como atentados a bomba, assassinatos, vandalismo e intimidação para desencorajar os negros do Mississippi e seus apoiadores de outros estados. Em 1961, os Viajantes da Liberdade, que desafiavam a segregação dos ônibus interestaduais e instalações relacionadas, foram atacados em sua rota. Em setembro de 1962, ocorreram os distúrbios na Universidade do Mississippi para impedir que James Meredith se matriculasse na instituição.
Os Cavaleiros Brancos da Ku Klux Klan, um grupo dissidente da Ku Klux Klan com sede no Mississippi, foram fundados e liderados por Samuel Bowers, de Laurel. Com a aproximação do verão de 1964, os brancos do Mississippi se prepararam para o que consideravam uma invasão do Norte e do Oeste. Estudantes universitários foram recrutados para ajudar os ativistas locais na organização comunitária de base, educação para registro de eleitores e campanhas no estado. As reportagens da mídia exageraram o número de jovens esperados. Um representante do Conselho de Organizações Federadas (COFO) foi citado como tendo dito que cerca de 30.000 pessoas visitariam o Mississippi durante o verão. Essas notícias tiveram um “impacto chocante” sobre os brancos do Mississippi, e muitos reagiram juntando-se aos Cavaleiros Brancos.

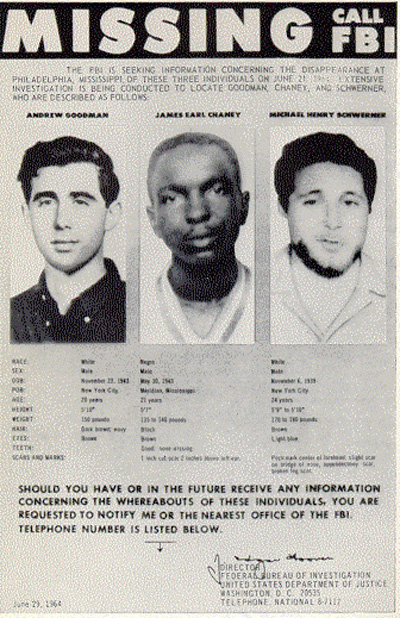
Pôster de pessoas desaparecidas criado pelo FBI em 1964, que mostra as fotografias de Goodman, Chaney e Schwerner.

Em 1890, o Mississippi aprovou uma nova constituição, apoiada por leis adicionais, que efetivamente excluía a maioria dos negros do estado do registro e do voto. Esse status quo era mantido por meio de boicotes econômicos e violência. O Congresso de Igualdade Racial (CORE) buscava enfrentar esse problema criando Escolas da Liberdade (Freedom Schools) e iniciando campanhas de registro eleitoral no estado. As Escolas da Liberdade foram estabelecidas para educar, incentivar e registrar os cidadãos negros privados de direitos. James Chaney, do Mississippi, e Michael Schwerner, de Nova York, membros do CORE, planejavam criar uma Escola da Liberdade no condado de Neshoba com o objetivo de preparar os negros da região para passar nos testes de compreensão e alfabetização exigidos pelo estado.

### Registro de outras pessoas para votar
No Dia da Memória, 25 de maio de 1964, Schwerner e Chaney falaram para a congregação da Igreja Metodista Mount Zion em Longdale, Mississippi, sobre a criação de uma Escola da Liberdade. Schwerner incentivou a congregação a se registrar para votar, afirmando: “Vocês foram escravizados por muito tempo; nós podemos ajudá-los a se ajudarem”. Os Cavaleiros Brancos souberam da campanha de registro de Schwerner no condado de Neshoba e rapidamente desenvolveram um plano para sabotar e, eventualmente, destruir seu trabalho. Eles pretendiam atrair os trabalhadores do CORE para o condado de Neshoba, então agrediram os congregantes e incendiaram a igreja, queimando-a até o chão.
Em 21 de junho de 1964, Chaney, Goodman e Schwerner se reuniram na sede da COFO em Meridian antes de viajar para Longdale para investigar o incêndio da Igreja Mount Zion. Schwerner instruiu a equipe da COFO em Meridian a procurá-los se não retornassem até as 16 horas, dizendo: “Se não voltarmos até lá, comecem a tentar nos localizar”.

### Prisão
Após visitar Longdale, os três defensores dos direitos civis decidiram não seguir pela estrada 491 para retornar a Meridian. A estrada rural estreita e não pavimentada passava por áreas com prédios abandonados, tornando-a uma rota pouco segura. Em vez disso, optaram por seguir para o oeste pela Rodovia 16 até Filadélfia, a sede do Condado de Neshoba, e depois pegar a Rodovia 19 para o sul até Meridian, acreditando que seria o caminho mais rápido. O horário estava se aproximando das 15 horas e eles deveriam chegar a Meridian até as 16 horas.
Mal haviam passado pelos limites da cidade de Filadélfia quando um dos pneus da caminhonete da CORE furou. O xerife Cecil Ray Price acendeu a luz vermelha em seu painel e os seguiu. O trio parou perto da bifurcação entre Beacon e a Rua Principal. Com uma longa antena de rádio instalada em seu carro de patrulha, Price chamou os policiais Harry Jackson Wiggs e Earl Robert Poe, da Patrulha Rodoviária do Mississippi. Chaney foi preso por dirigir a 65 milhas por hora em uma zona de 35 milhas por hora; Goodman e Schwerner foram detidos para investigação. Eles foram levados para a cadeia do condado de Neshoba, localizada na Rua Myrtle, a uma quadra do tribunal.
No escritório da COFO em Meridian, os funcionários ficaram alarmados quando o prazo das 16 horas passou sem notícias dos três ativistas. Às 16h45, notificaram o escritório da COFO em Jackson que o trio não havia retornado do condado de Neshoba. Os funcionários do CORE tentaram entrar em contato com as autoridades locais, mas não conseguiram obter informações sobre os três trabalhadores dos direitos civis. Os escritórios contatados afirmaram não ter visto os ativistas.

## A conspiração

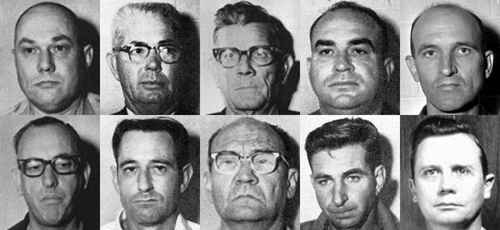
Partes da conspiração; fileira superior: Lawrence A. Rainey, Bernard L. Akin, Other “Otha” N. Burkes, Olen L. Burrage, Edgar Ray Killen. Fila de baixo: Frank J. Herndon, James T. Harris, Oliver R. Warner, Herman Tucker e Samuel H. Bowers.

Nove homens, incluindo o xerife do Condado de Neshoba, Lawrence A. Rainey, foram posteriormente identificados como participantes da conspiração para assassinar Chaney, Goodman e Schwerner. Rainey negou sua participação na conspiração, mas foi acusado de ignorar os crimes de motivação racial no condado de Neshoba. Na época dos assassinatos, Rainey, de 41 anos, afirmou que estava visitando sua esposa doente em um hospital em Meridian e, posteriormente, estava com a família assistindo ao programa Bonanza. Com o desenrolar dos eventos, Rainey se encorajou com sua crescente popularidade na comunidade da Filadélfia. Conhecido por seu hábito de mascar tabaco, Rainey foi fotografado e citado na revista Life, enquanto outros membros da conspiração riam e aguardavam o início de uma acusação.
Bernard Akin, de 50 anos, operava um negócio de casas móveis em Meridian e era membro dos Cavaleiros Brancos. Other N. Burkes, de 71 anos, conhecido como Otha, era um veterano de 25 anos da polícia de Filadélfia. Na época da acusação em dezembro de 1964, Burkes estava aguardando uma acusação em um caso separado de direitos civis. Olen L. Burrage, de 34 anos na época, era proprietário de uma empresa de caminhões e estava desenvolvendo uma fazenda de gado chamada Old Jolly Farm, onde os três trabalhadores dos direitos civis foram encontrados enterrados. Burrage, um ex-fuzileiro naval dos EUA dispensado com honra, foi citado como tendo dito: “Tenho uma represa grande o suficiente para abrigar cem deles”. Várias semanas após os assassinatos, Burrage declarou ao FBI: “Quero que as pessoas saibam que lamento o que aconteceu.” Edgar Ray Killen, um pregador batista de 39 anos e proprietário de uma serraria, foi condenado décadas depois por orquestrar os assassinatos.
Frank J. Herndon, de 46 anos, operava um restaurante drive-in chamado Longhorn em Meridian e ocupava um cargo de liderança entre os Cavaleiros Brancos de Meridian. James T. Harris, conhecido como Pete, era um investigador dos Cavaleiros Brancos e, aos 30 anos, estava monitorando cada movimento dos três trabalhadores dos direitos civis. Oliver R. Warner, de 54 anos, conhecido como Pops, era dono de uma mercearia em Meridian e membro dos Cavaleiros Brancos. Herman Tucker, de 36 anos, morava em Hope, Mississippi, a poucos quilômetros do recinto da Feira do Condado de Neshoba. Embora não fosse membro dos Cavaleiros Brancos, Tucker era um empreiteiro de construção que trabalhava para Burrage. Os Cavaleiros Brancos designaram Tucker para se livrar da caminhonete do CORE usada pelos trabalhadores. Samuel H. Bowers, o Mago Imperial dos Cavaleiros Brancos e veterano da Marinha dos EUA durante a Segunda Guerra Mundial, não foi preso em 4 de dezembro de 1964, mas foi implicado no ano seguinte. Bowers, então com 39 anos, foi creditado por ter declarado: “Esta é uma guerra entre a Klan e o FBI. E em uma guerra, é preciso que alguns sofram”.
No domingo, 7 de junho de 1964, cerca de 300 Cavaleiros Brancos se reuniram perto de Raleigh, Mississippi. Samuel Bowers, líder dos Cavaleiros Brancos, discursou sobre o que descreveu como uma “invasão comunista e de negros no Mississippi” que se esperava para as próximas semanas, no que o CORE havia anunciado como o Verão da Liberdade. Bowers alertou seus seguidores: “Neste verão, o inimigo lançará seu último impulso para a vitória no Mississippi” e afirmou que “deve haver um grupo secundário de nossos membros, afastado da área principal do conflito, armado e pronto para agir. Deve ser um grupo extremamente rápido, extremamente violento, de ataque e fuga”.
Embora as autoridades federais acreditassem que muitas outras pessoas participaram do linchamento no condado de Neshoba, apenas dez homens foram formalmente acusados pelos assassinatos de Chaney, Goodman e Schwerner. Entre eles estava Cecil Ray Price, de 26 anos, que desempenhou um papel crucial na implementação da conspiração. Antes de seu amigo Rainey ser eleito xerife em 1963, Price trabalhou como vendedor, bombeiro e segurança. Price, que não tinha experiência anterior na aplicação da lei local, foi a única pessoa que testemunhou todo o evento. Ele prendeu os três homens, os libertou na noite dos assassinatos e os perseguiu pela Rodovia 19 em direção a Meridian, acabando por capturá-los novamente no cruzamento próximo a House, Mississippi. Price e os outros nove homens os escoltaram para o norte ao longo da Rodovia 19 até a Estrada Rock Cut, onde forçaram uma parada e assassinaram os três trabalhadores dos direitos civis.
Killen foi a Meridian mais cedo naquele domingo para organizar e recrutar homens para o trabalho a ser realizado no condado de Neshoba. Antes que os homens partissem para Filadélfia, Travis M. Barnette, de 36 anos, retornou à sua casa em Meridian para cuidar de um membro da família doente. Barnette era proprietário de uma oficina em Meridian e membro dos Cavaleiros Brancos. Alton W. Roberts, de 26 anos, era um fuzileiro naval dos EUA dispensado com desonra que trabalhava como vendedor em Meridian. Roberts, com 1,91 m de altura e 120 kg, era fisicamente imponente e conhecido por seu temperamento explosivo. Segundo testemunhas, Roberts atirou em Goodman e Schwerner à queima-roupa e, em seguida, atirou na cabeça de Chaney depois que outro cúmplice, James Jordan, havia disparado contra o abdômen dele. Roberts perguntou a Schwerner: “Você é aquele amante de negros?” e disparou nele após a resposta de Schwerner: “Senhor, eu sei exatamente como você se sente”.
Jimmy K. Arledge, de 27 anos, e Jimmy Snowden, de 31 anos, eram ambos motoristas comerciais em Meridian. Arledge, que havia abandonado o ensino médio, e Snowden, um veterano do Exército dos EUA, estavam presentes durante os assassinatos.
Jerry M. Sharpe, Billy W. Posey e Jimmy L. Townsend eram todos da Filadélfia. Sharpe, de 21 anos, dirigia uma loja de suprimentos de madeira para celulose. Posey, de 28 anos, era mecânico de automóveis em Williamsville e possuía um Chevrolet vermelho e branco de 1958, que era considerado rápido e foi escolhido para o trabalho em vez do carro de Sharpe. Townsend, o mais jovem com 17 anos, havia deixado o ensino médio em 1964 para trabalhar na garagem Phillips 66 de Posey. Horace D. Barnette, de 25 anos, era o meio-irmão mais novo de Travis; ele possuía um Ford Fairlane azul de 1957, que foi usado pelo grupo depois que o carro de Posey quebrou. As autoridades afirmam que James Jordan, de 38 anos, matou Chaney e ele confessou seus crimes às autoridades federais em troca de um acordo judicial.

## Assassinatos

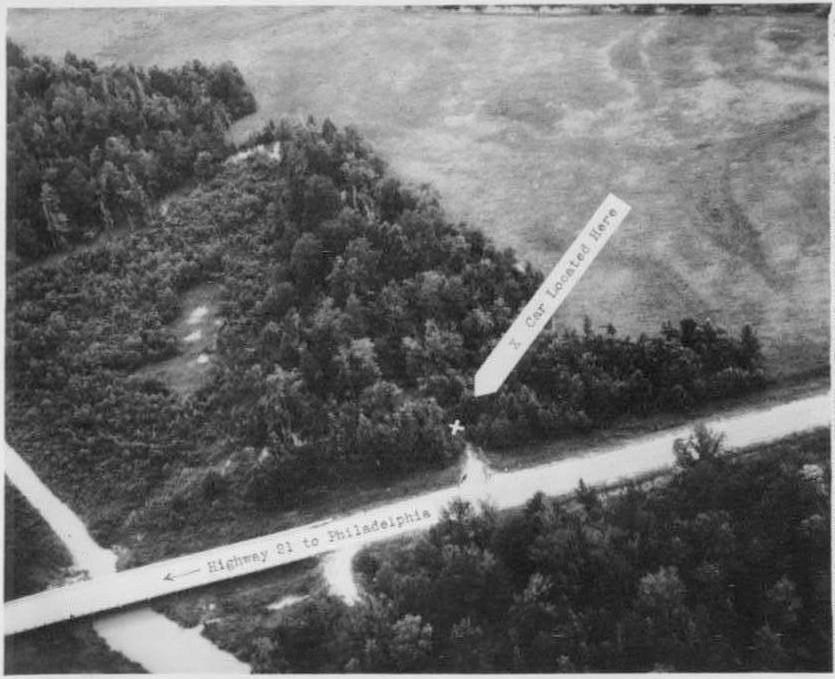
Localização da Ford Station Wagon perto do Rio Bogue Chitto, próximo à Rodovia 21.

Depois que Chaney, Goodman e Schwerner foram libertados da cadeia do condado de Neshoba pouco depois das 22h de 21 de junho, eles foram imediatamente seguidos pelo xerife Price em seu carro de patrulha, um Chevrolet sedan branco de 1957. Os trabalhadores dos direitos civis saíram dos limites da cidade ao longo da Hospital Road e seguiram para o sul pela Rodovia 19. Eles chegaram à loja Pilgrim's, onde talvez estivessem inclinados a parar e usar o telefone, mas a presença de um carro da Patrulha Rodoviária do Mississippi, tripulado pelos policiais Wiggs e Poe, provavelmente os dissuadiu. Assim, continuaram em direção a Meridian.
Os membros do grupo de linchamento, que estavam nos carros de Barnette e Posey, estavam bebendo e discutindo quem mataria os três jovens. Burkes, então, dirigiu até o carro de Barnette e disse ao grupo: “Eles estão indo pela 19 em direção a Meridian. Sigam-nos!” Após um breve encontro com o policial Richard Willis, da Polícia da Filadélfia, Price começou a perseguir os ativistas em seu carro de polícia.
O Chevrolet de Posey transportava Roberts, Sharpe e Townsend. O carro aparentemente teve problemas com o carburador e precisou parar no acostamento da rodovia. Sharpe e Townsend foram instruídos a permanecer com o carro de Posey e fazer a manutenção. Roberts foi transferido para o carro de Barnette, juntando-se a Arledge, Jordan, Posey e Snowden.
Price acabou localizando a caminhonete da CORE indo para o oeste na estrada 492, em direção a Union. Ele os parou e escoltou os três trabalhadores dos direitos civis para o norte, na Rodovia 19, de volta à Filadélfia. A caravana então virou para o oeste na Estrada Rock Cut e parou no cruzamento isolado com a County Road 284. Os três homens foram posteriormente baleados por Jordan e Roberts.

### Eliminação das provas

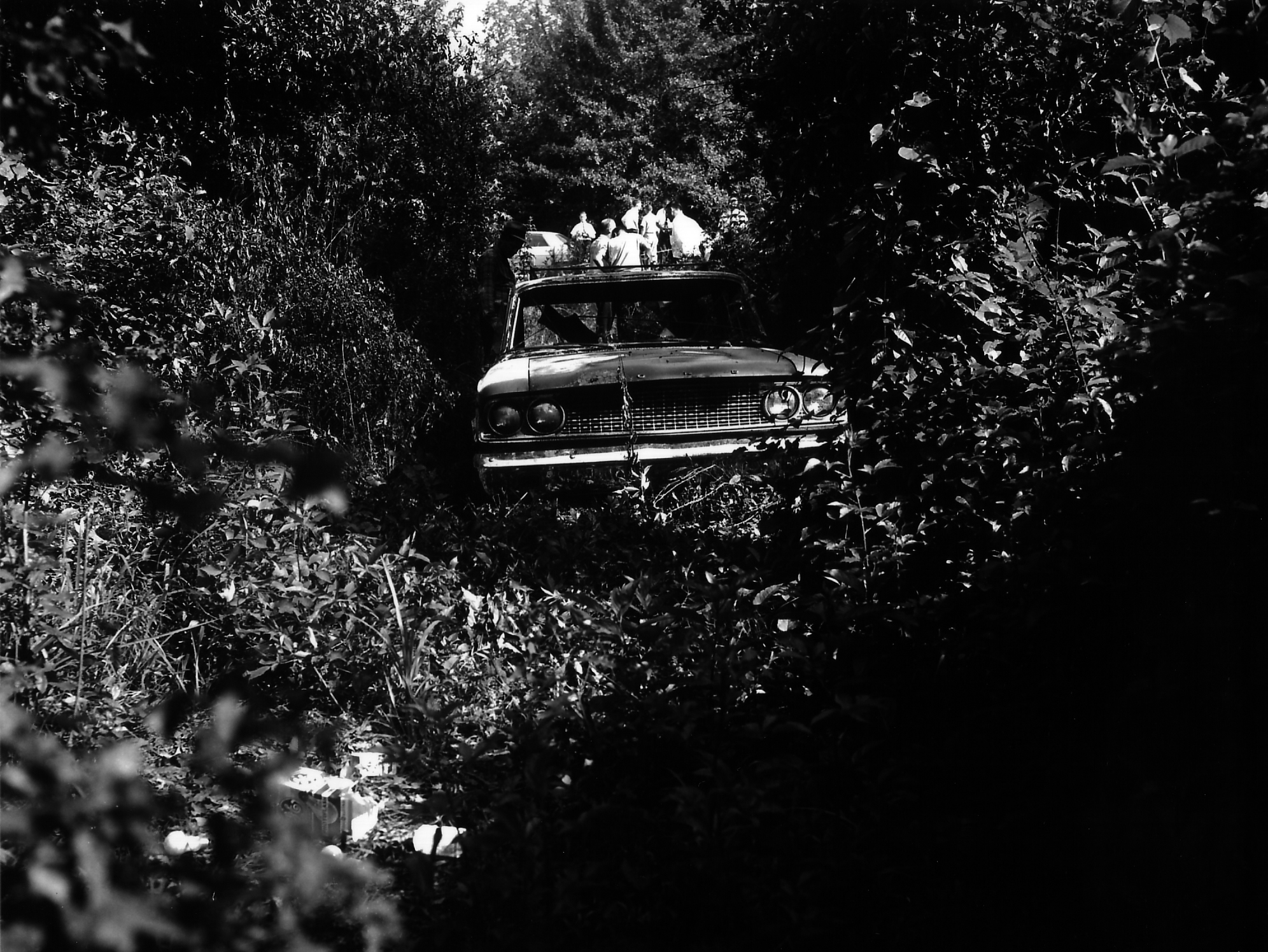
A perua em uma estrada de extração de madeira abandonada ao longo da Rodovia 21.

Após as vítimas serem baleadas, elas foram rapidamente colocadas em sua caminhonete e transportadas para a Old Jolly Farm de Burrage, localizada ao longo da Rodovia 21, a poucos quilômetros ao sudoeste da Filadélfia. Burrage, Posey e Tucker haviam se encontrado no posto de gasolina de Posey ou na garagem de Burrage para discutir os detalhes do enterro. Tucker, que estava na represa de terra para o lago da fazenda, provavelmente foi quem usou uma escavadeira de sua propriedade para encobrir os corpos. Uma autópsia de Goodman revelou fragmentos de argila vermelha em seus pulmões e em seus punhos, sugerindo que ele pode ter sido enterrado vivo junto com os já mortos Chaney e Schwerner.

Após o enterro dos três homens, Price dirigiu-se ao grupo de linchamento com as seguintes palavras:
Bem, rapazes, vocês fizeram um bom trabalho. Vocês deram um golpe no homem branco. O Mississippi pode se orgulhar de vocês. Vocês fizeram com que aqueles forasteiros agitadores soubessem a posição deste estado. Vá para casa agora e esqueça isso. Mas, antes de irem, estou olhando cada um de vocês nos olhos e lhes digo o seguinte: O primeiro homem que falar está morto! Se alguém que sabe alguma coisa sobre isso abrir a boca para alguém de fora, nós o mataremos tão mortalmente quanto matamos aqueles três filhos da puta [sic] esta noite. Todos entendem o que estou dizendo? O homem que fala está morto, morto, morto!
Tucker foi encarregado de se desfazer da perua do CORE no Alabama. Por motivos desconhecidos, a caminhonete foi deixada perto de um rio no nordeste do condado de Neshoba, ao longo da Rodovia 21. Ela foi incendiada e abandonada pouco depois.

## Investigação e atenção do público

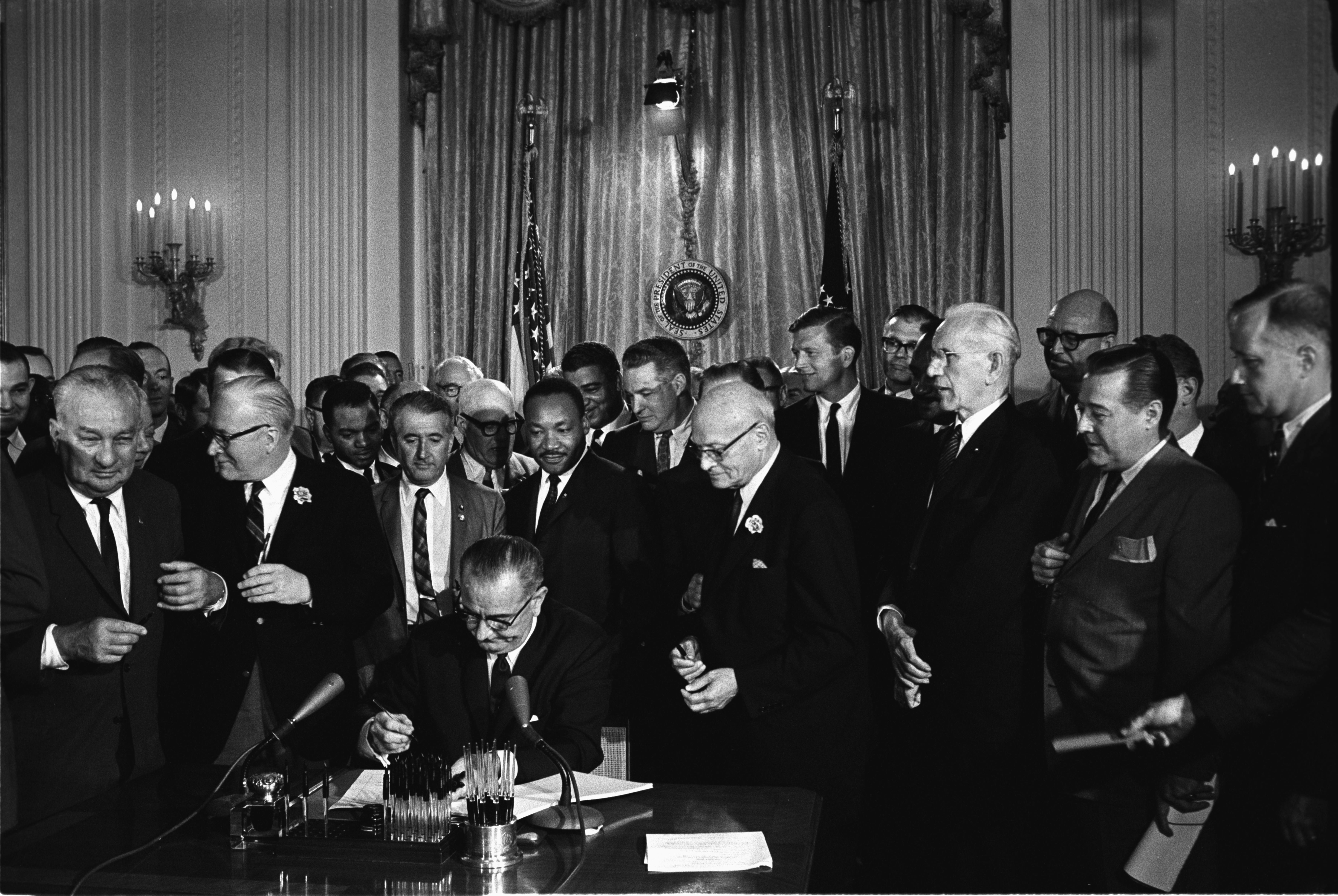
O presidente Lyndon B. Johnson assina a Lei dos Direitos Civis de 1964 enquanto Martin Luther King Jr. e outros observam, em 2 de julho de 1964.

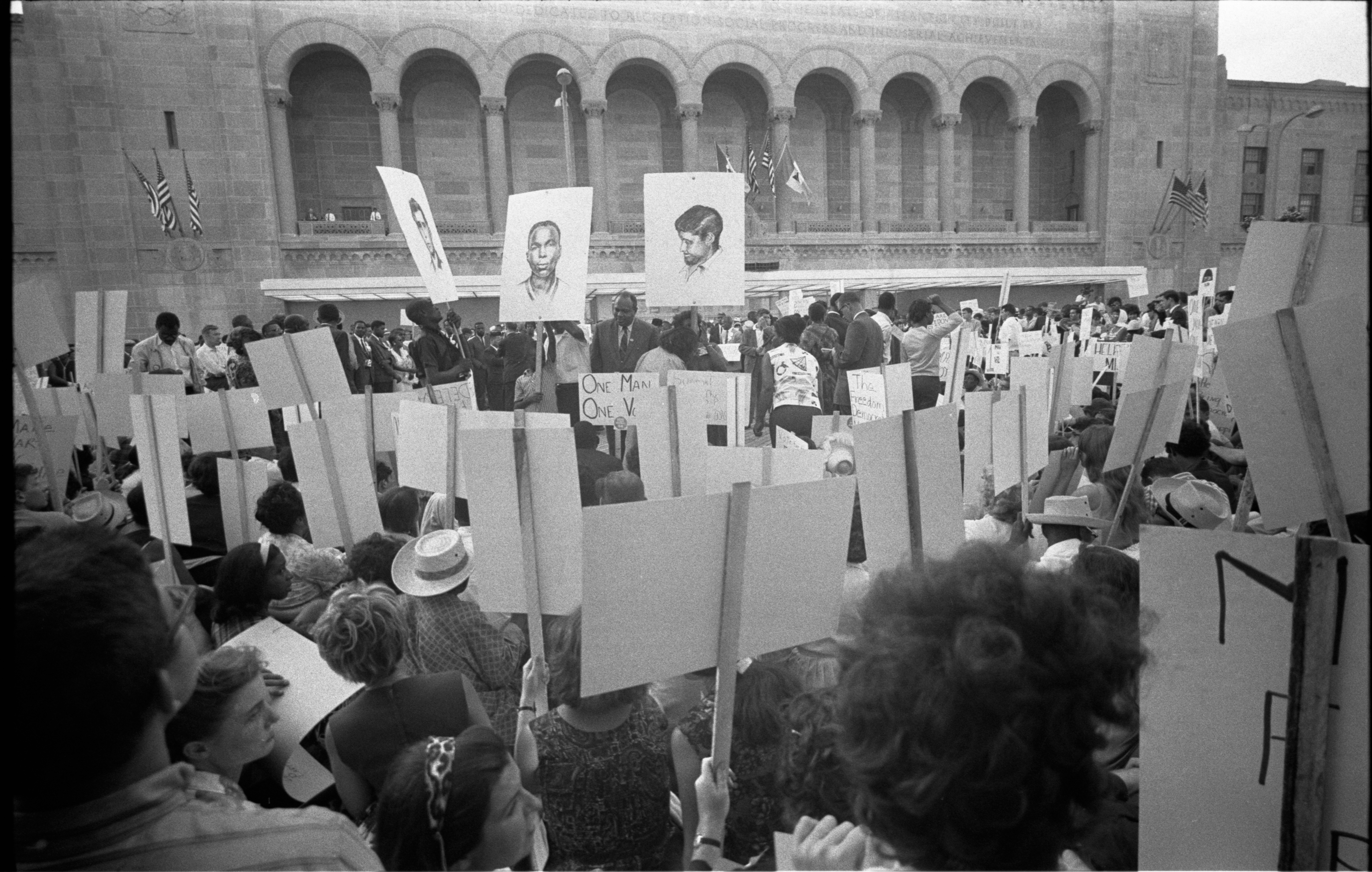
Protesto do lado de fora da Convenção Nacional Democrata de 1964; alguns seguram cartazes com retratos de trabalhadores dos direitos civis mortos, 24 de agosto de 1964.

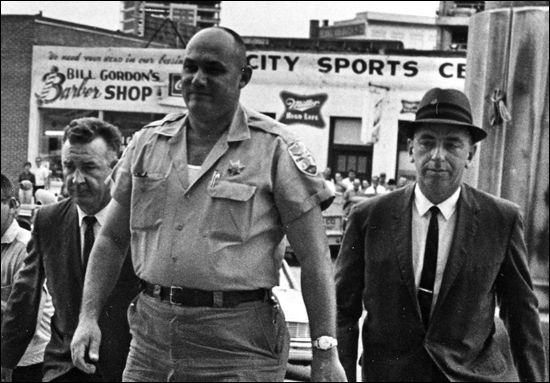
O xerife Lawrence A. Rainey sendo escoltado por dois agentes do FBI até o tribunal federal em Meridian, Mississippi; outubro de 1964

Após a relutância inicial do diretor do FBI, J. Edgar Hoover, em se envolver diretamente, o presidente Lyndon Johnson o convenceu com a ameaça de enviar o ex-diretor da CIA, Allen Dulles, em seu lugar. Hoover, então, ordenou ao escritório do FBI em Meridian, sob a direção de John Proctor, que iniciasse uma busca preliminar após o desaparecimento dos três homens. Naquela noite, o procurador-geral dos EUA, Robert F. Kennedy, intensificou a operação e enviou 150 agentes federais de Nova Orleans para o Mississippi. Na mesma noite, dois nativos americanos locais encontraram o carro queimado dos ativistas. Na manhã seguinte, a informação foi comunicada a Proctor, e Joseph Sullivan, do FBI, foi imediatamente ao local. No dia seguinte, o governo federal mobilizou centenas de marinheiros da Estação Aérea Naval de Meridian para realizar buscas nos pântanos de Bogue Chitto.
Durante a investigação, mergulhadores da Marinha e agentes do FBI descobriram os corpos de Henry Hezekiah Dee e Charles Eddie Moore na área, sendo que o primeiro foi encontrado por um pescador. Eles eram estudantes universitários desaparecidos desde maio de 1964. Além disso, os pesquisadores federais também encontraram Herbert Oarsby, de 14 anos, e os corpos de cinco outros afro-americanos falecidos que nunca foram identificados.
O desaparecimento de Chaney, Goodman e Schwerner atraiu a atenção nacional. No final da primeira semana, todas as principais redes de notícias estavam cobrindo os acontecimentos. O presidente Lyndon Johnson se reuniu com os pais de Goodman e Schwerner no Salão Oval. Em 25 de junho de 1964, Walter Cronkite, no CBS Evening News, descreveu os desaparecimentos como “o foco da preocupação de todo o país”. O FBI ofereceu uma recompensa de US$ 25.000 (equivalente a aproximadamente US$ 246.000 em 2023), o que ajudou a avançar na resolução do caso. Enquanto isso, as autoridades do Mississippi mostraram ressentimento pela atenção externa. O xerife Lawrence Rainey declarou: “Eles estão apenas se escondendo e tentando causar muita publicidade negativa para esta parte do estado”. O governador do Mississippi, Paul B. Johnson Jr., minimizou as preocupações, sugerindo que os jovens “poderiam estar em Cuba”.
Os corpos dos ativistas do CORE só foram encontrados após um informante, identificado nos relatórios do FBI apenas como “Sr. X”, fornecer uma pista às autoridades federais. Os corpos foram descobertos em 4 de agosto de 1964, 44 dias após os assassinatos, embaixo de uma represa de terra na fazenda de Burrage. Schwerner e Goodman haviam sido baleados uma vez no coração; Chaney, um homem negro, havia sido severamente espancado, castrado e baleado três vezes. A identidade do “Sr. X” foi revelada publicamente quarenta anos depois dos eventos originais e descobriu-se que se tratava de Maynard King, um oficial da Patrulha Rodoviária do Mississippi que estava próximo ao chefe da investigação do FBI. King morreu em 1966.
No verão de 1964, segundo relatos de Linda Schiro e outras fontes, agentes do FBI no Mississippi recrutaram o capitão da máfia Gregory Scarpa para auxiliá-los na busca pelos trabalhadores dos direitos civis desaparecidos. O FBI acreditava que os três homens haviam sido assassinados, mas não conseguiam localizar seus corpos. Scarpa, conhecido por suas técnicas de interrogatório ilegais, foi visto como uma possível solução para obter informações dos suspeitos.
Quando Scarpa chegou ao Mississippi, supostamente foi fornecido a ele uma arma e dinheiro pelos agentes locais para ajudar na busca. Scarpa, acompanhado por um agente, teria sequestrado Lawrence Byrd, um vendedor de TV e membro secreto da Ku Klux Klan, de sua loja em Laurel. Eles o levaram para Camp Shelby, uma base do Exército local, onde Scarpa teria espancado Byrd severamente e ameaçado sua vida. Sob pressão, Byrd teria revelado a localização dos corpos dos três homens. No entanto, o FBI nunca confirmou oficialmente a veracidade dessa história.

Embora a alegação sobre Scarpa não tenha sido confirmada oficialmente pelo FBI, alguns jornalistas e investigadores, como Jerry Mitchell e Barry Bradford, alegaram que o patrulheiro rodoviário do Mississippi, Maynard King, foi quem forneceu as informações sobre a localização das sepulturas ao agente do FBI Joseph Sullivan, após obter as informações de uma fonte anônima. Em janeiro de 1966, Scarpa teria ajudado o FBI novamente, desta vez no caso do assassinato de Vernon Dahmer, que foi morto em um incêndio provocado pela Klan. Após essa segunda colaboração, Scarpa e o FBI tiveram um desentendimento sobre a recompensa prometida pelos seus serviços, levando o FBI a retirar Scarpa do cargo de informante confidencial. A citação a seguir reflete o sentimento de frustração e a urgência do momento:
Eu culpo as pessoas em Washington DC e no estado do Mississippi tanto quanto culpo aqueles que puxaram o gatilho. [...] Estou cansado disso! Outra coisa que me deixa ainda mais cansado, porém, é o fato de que nós, como pessoas aqui no estado e no país, estamos permitindo que isso continue a acontecer. [...] Seu trabalho está apenas começando. Se voltarem para casa, sentarem-se e aceitarem o que esses homens brancos do Mississippi estão fazendo conosco. [...] se vocês aceitarem e não fizerem nada a respeito. ... então que Deus amaldiçoe suas almas!
O caso de Chaney, Goodman e Schwerner e as marchas de Selma a Montgomery em 1965 foram fundamentais para a aprovação da Lei do Direito ao Voto de 1965, assinada pelo presidente Lyndon B. Johnson em 6 de agosto daquele ano. A lei visava eliminar as barreiras legais e administrativas que impediam os afro-americanos de exercer o direito ao voto, um problema central que o caso de Neshoba exemplificava. Malcolm X criticou a demora na resolução do caso como evidência da falta de proteção federal para os afro-americanos. Ele afirmou: “E o chefe do FBI, Hoover, admite que sabe quem fez isso, que sabe desde que aconteceu, e não fez nada a respeito. A lei dos direitos civis foi por água abaixo”.
Em novembro de 1964, o FBI acusou 21 homens do Mississippi de arquitetar uma conspiração para ferir, oprimir, ameaçar e intimidar Chaney, Goodman e Schwerner. A maioria dos suspeitos foi detida em 4 de dezembro de 1964. Os detidos incluíam: Bernard Akin, Edgar Akin, Jimmy Arledge, Travis Barnette, Otha Burkes, Olen Burrage, Samuel Bowers, Frank Herndon, James Harris, Edgar Ray Killen, Billy Posey, Cecil Price, Lawrence Rainey, Alton Roberts, Jerry Sharpe, Jimmy Snowden, Jimmy Townsend, Herman Tucker e Oliver Warner. Dois indivíduos, Horace Barnette e James Jordan, não foram inicialmente entrevistados ou fotografados, mas mais tarde confessaram seus papéis no assassinato.
Como as autoridades estaduais do Mississippi se recusaram a processar os acusados por homicídio, o governo federal, liderado pelo procurador John Doar, acusou 18 indivíduos de conspiração para privar os três ativistas de seus direitos civis, com base nos artigos 242 e 371 do Código dos Estados Unidos. Entre os acusados estavam o xerife Rainey, o vice-xerife Price e 16 outros homens. Seis dias depois, um comissário dos EUA rejeitou as acusações, alegando que a confissão que sustentava as detenções era falsa. Em resposta, o governo conseguiu novas acusações de um grande júri federal em Jackson. No entanto, em 24 de fevereiro de 1965, o juiz federal William Harold Cox, um fervoroso segregacionista, rejeitou as acusações contra todos os conspiradores, exceto Rainey e Price, alegando que os outros 17 não estavam agindo "sob a lei estadual”.
O Supremo Tribunal dos Estados Unidos anulou a decisão de Cox em março de 1966 e restabeleceu as acusações. Os advogados de defesa argumentaram que as acusações originais eram inválidas devido à composição inadequada do grande júri, que tinha um número insuficiente de minorias. Em vez de refutar essa alegação, o governo convocou um novo grande júri, e, em 28 de fevereiro de 1967, novas acusações foram obtidas.

## Julgamento federal de 1967
O julgamento do caso United States v. Cecil Price, et al. começou em 7 de outubro de 1967, na sala de audiências do juiz William Harold Cox, em Meridian, Mississippi. O júri selecionado era composto por sete homens brancos e cinco mulheres brancas. Durante o processo de seleção do júri, os advogados de defesa utilizaram desafios peremptórios para eliminar todos os dezessete potenciais jurados negros. Um homem branco que admitiu ter sido membro do Klan foi desafiado por justa causa, mas o juiz Cox recusou o desafio.
O julgamento enfrentou várias crises. A principal testemunha de acusação, James Jordan, foi hospitalizado após ceder à pressão das ameaças de morte anônimas que havia recebido. O júri inicialmente ficou em impasse, e o juiz Cox utilizou a técnica conhecida como "acusação de Allen" para forçar uma resolução.
Em 20 de outubro de 1967, sete dos acusados foram condenados. Estes foram: Cecil Price, o vice-xerife do condado de Neshoba; Samuel Bowers, Grande Mago do Klan; Alton Wayne Roberts; Jimmy Snowden; Billy Wayne Posey; Horace Barnette; e Jimmy Arledge. As condenações variaram de três a dez anos. Após esgotarem todos os recursos, os sete condenados começaram a cumprir suas penas em março de 1970, mas nenhum deles cumpriu mais de seis anos de prisão.
O xerife Lawrence Rainey foi absolvido, e dois dos acusados, E.G. Barnett, um candidato a xerife, e Edgar Ray Killen, um pregador local, tiveram acusações contra eles que foram frustradas pelo júri. Barnett e Killen foram fortemente implicados nos homicídios por testemunhas, mas o júri não conseguiu chegar a um veredicto. O procurador federal decidiu não submeter Barnett e Killen a um novo julgamento. Em 7 de maio de 2000, o júri revelou que, no caso de Edgar Ray Killen, o impasse foi causado por uma jurada que declarou que “nunca poderia condenar um pregador”. Este fato demonstrou como as crenças pessoais e a influência social poderiam impactar os processos judiciais. O caso evidenciou as dificuldades enfrentadas pelo sistema judicial ao lidar com crimes de motivação racial no sul dos Estados Unidos e destacou as tensões sociais e políticas da época.

## Investigação posterior e julgamento por homicídio em 2005

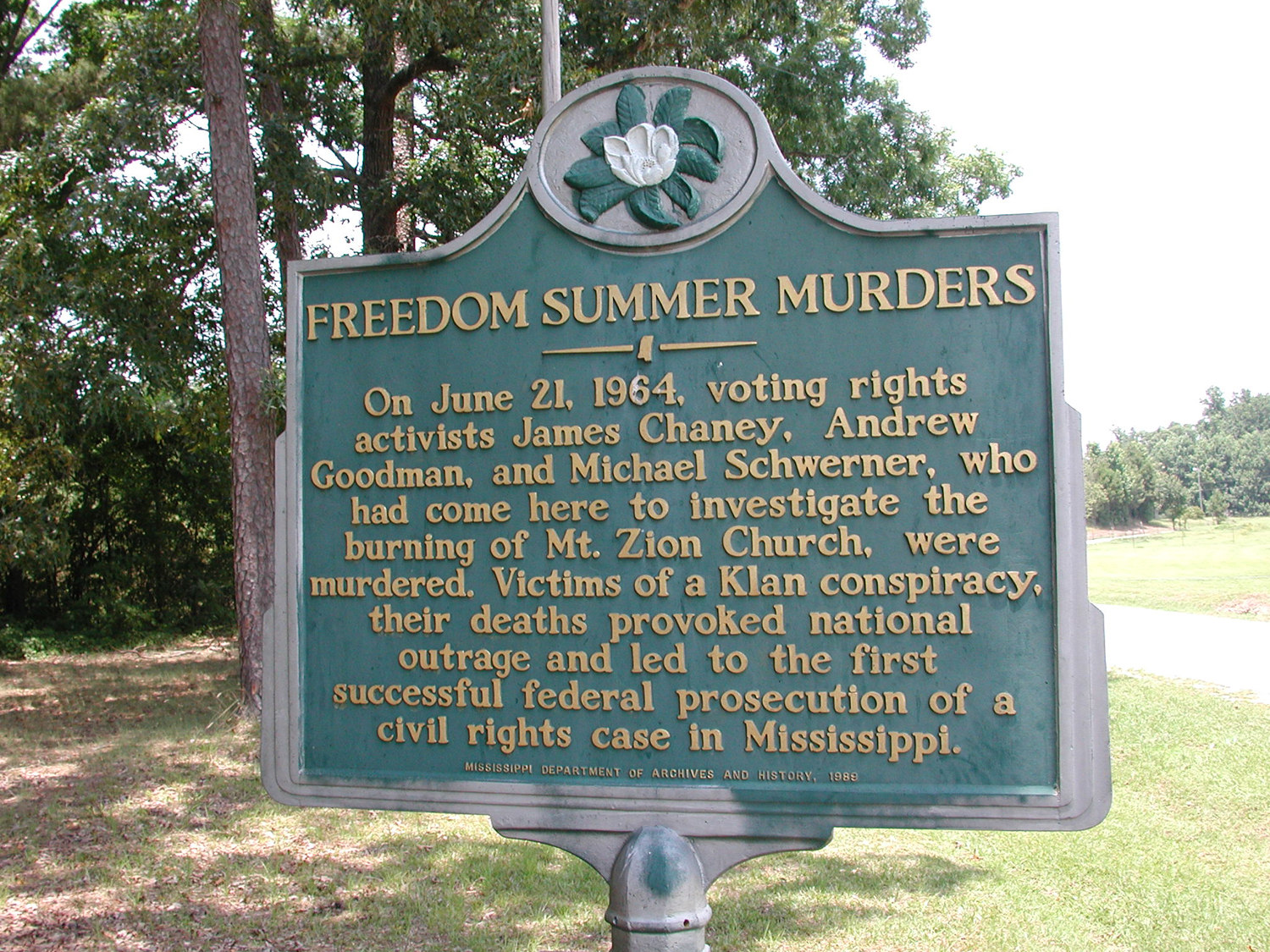
Marco histórico estadual no local do assassinato.

Durante quase quatro décadas após os assassinatos de Chaney, Goodman e Schwerner, o caso parecia ter caído no esquecimento, com poucas ou nenhumas medidas legais adicionais sendo tomadas. Em 1989, no 25º aniversário dos homicídios, o Congresso dos EUA aprovou uma resolução não vinculativa em homenagem aos três homens, mas a delegação do Mississippi, incluindo o senador Trent Lott, recusou-se a votar a favor da resolução, demonstrando a resistência persistente a enfrentar o passado.
O caso começou a ganhar nova atenção no final do século XX, em grande parte devido ao trabalho do jornalista investigativo Jerry Mitchell, do The Clarion-Ledger. Mitchell se destacou por suas investigações meticulosas, que não só ajudaram a trazer justiça para os casos de Medgar Evers e Vernon Dahmer, mas também desempenharam um papel crucial na reabertura do caso de Chaney, Goodman e Schwerner. Mitchell contou com o apoio de Barry Bradford, um professor do Stevenson High School em Lincolnshire, Illinois, e de três de seus alunos: Allison Nichols, Sarah Siegel e Brittany Saltiel.
Bradford também conseguiu uma entrevista com Edgar Ray Killen, que foi uma peça chave na reabertura da investigação. A entrevista ajudou a convencer o Estado a examinar o caso com mais profundidade. Através das investigações de Bradford e Mitchell, foi possível identificar o “Mr. X”, o informante misterioso que havia fornecido ao FBI a localização dos corpos e ajudado a desmontar a conspiração do Klan em 1964. Esses esforços culminaram na reabertura do caso, levando a uma nova série de investigações e, eventualmente, a novas acusações. O trabalho de Mitchell, Bradford e sua equipe, bem como a identificação de novos detalhes e provas, foi fundamental para trazer uma nova perspectiva ao caso e continuar a busca por justiça, décadas após os crimes terem ocorrido.
O apelo à justiça feito por cidadãos de Filadélfia, no Mississippi, no 40º aniversário dos assassinatos de Chaney, Goodman e Schwerner, desempenhou um papel crucial na reabertura do caso. Em 2004, mais de 1.500 pessoas, incluindo líderes dos direitos civis e o governador do Mississippi, Haley Barbour, apoiaram a causa, criando uma pressão significativa para a reavaliação dos crimes.
Em 6 de janeiro de 2005, um grande júri do condado de Neshoba acusou Edgar Ray Killen de três crimes de homicídio, marcando a primeira vez que o Estado tomou medidas legais contra os responsáveis pelos assassinatos. A acusação de Killen foi um marco importante na busca por justiça, pois era a primeira vez que o Estado agia em relação a esse caso específico desde os eventos de 1964. Durante o julgamento, Rita Bender, a viúva de Michael Schwerner, prestou depoimento, dando um toque pessoal e emocional ao caso. Em 21 de junho de 2005, Killen foi condenado por três acusações de homicídio involuntário. Aos 80 anos, ele foi sentenciado a três penas consecutivas de 20 anos de prisão. O veredicto foi um passo importante para a justiça, mesmo que a sentença não fosse tão severa quanto muitos esperavam. A alegação de Killen de que um júri em 1964 não o teria condenado com base nas provas apresentadas foi rejeitada pelo Supremo Tribunal do Mississippi em 2007.
Em 20 de junho de 2016, o Procurador-Geral do Mississippi, Jim Hood, e Vanita Gupta, procuradora principal da Divisão dos Direitos Civis do Departamento de Justiça dos EUA, anunciaram que a investigação sobre o caso havia sido concluída, mas que seria reaberta caso novas informações surgissem. Esse anúncio reafirmou o compromisso contínuo com a justiça e a disposição de revisar o caso se surgissem novos elementos.
O caso de Chaney, Goodman e Schwerner se tornou um símbolo duradouro da luta pelos direitos civis e da persistência na busca por justiça, apesar das décadas de resistência e desafios enfrentados. O trabalho de jornalistas, professores e cidadãos comprometidos ajudou a garantir que a memória e o legado dos três ativistas não fossem esquecidos.

## Legado e homenagens

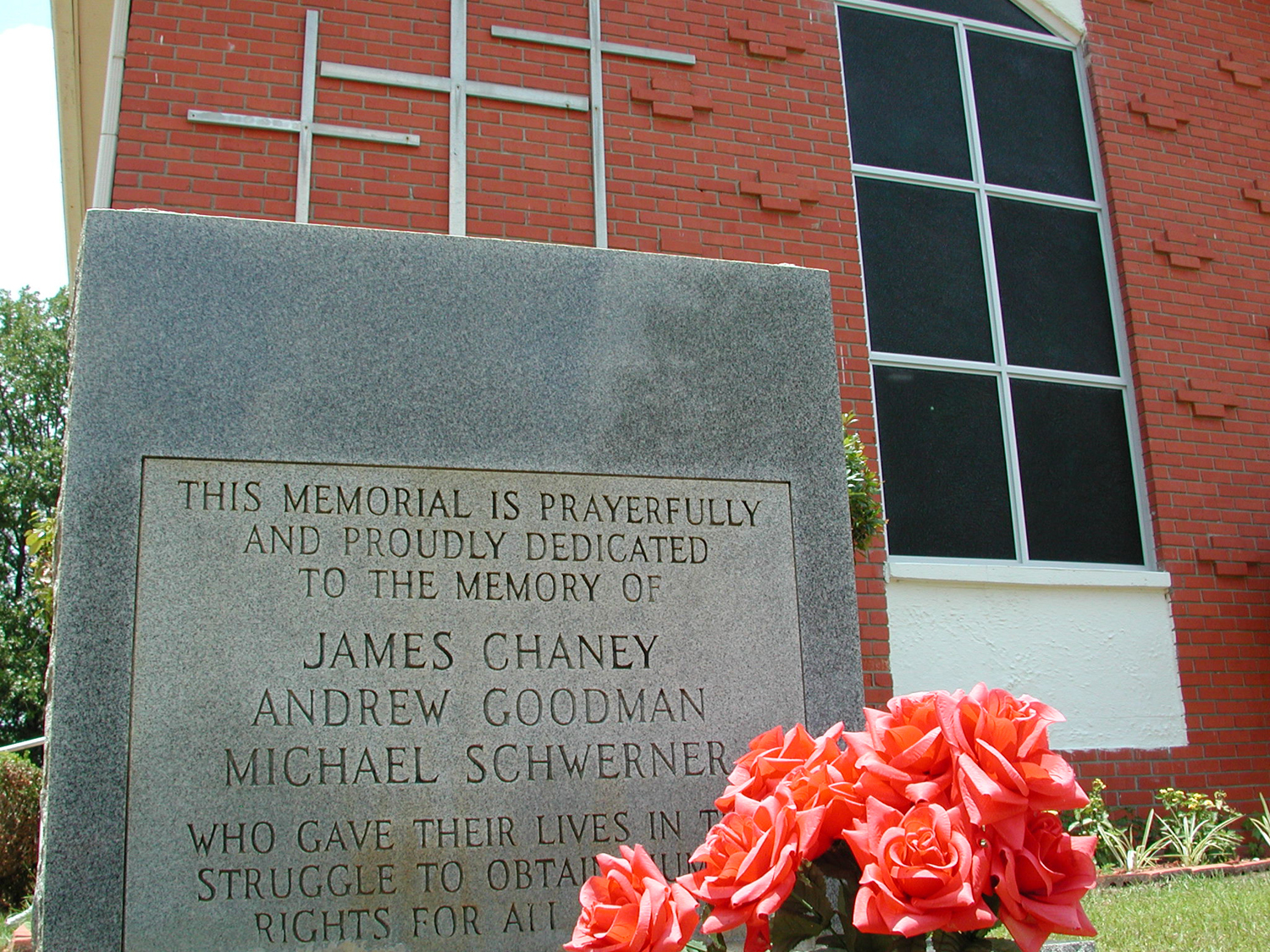
Memorial no local do incêndio da igreja de Longdale, Mississippi.

### Nacional
Os assassinatos destacaram a necessidade urgente de proteger os direitos de voto e combater a discriminação racial, o que ajudou a impulsionar a aprovação da Lei do Direito ao Voto de 1965. Esta legislação assegurou o direito ao voto para todos os cidadãos americanos, independentemente de sua raça, e marcou um avanço significativo na luta pelos direitos civis.
Em 2014, Chaney, Goodman e Schwerner receberam postumamente a Medalha Presidencial da Liberdade, a mais alta honra civil dos Estados Unidos, concedida pelo Presidente Barack Obama. Esta homenagem reconheceu seu sacrifício e sua contribuição para a luta pelos direitos civis.

### Ohio
O extinto Programa Ocidental da Universidade de Miami ofereceu palestras e estudos sobre o Verão da Liberdade e os eventos associados ao massacre. No campus oeste da Universidade de Miami, há um memorial que inclui dezenas de manchetes sobre o assassinato e placas que homenageiam e detalham a vida e o trabalho das vítimas. Em 2019, o conselho de curadores da universidade decidiu nomear salões de três residências no campus Western em homenagem a Chaney, Goodman e Schwerner, perpetuando sua memória entre os estudantes e a comunidade acadêmica.

### Mississippi

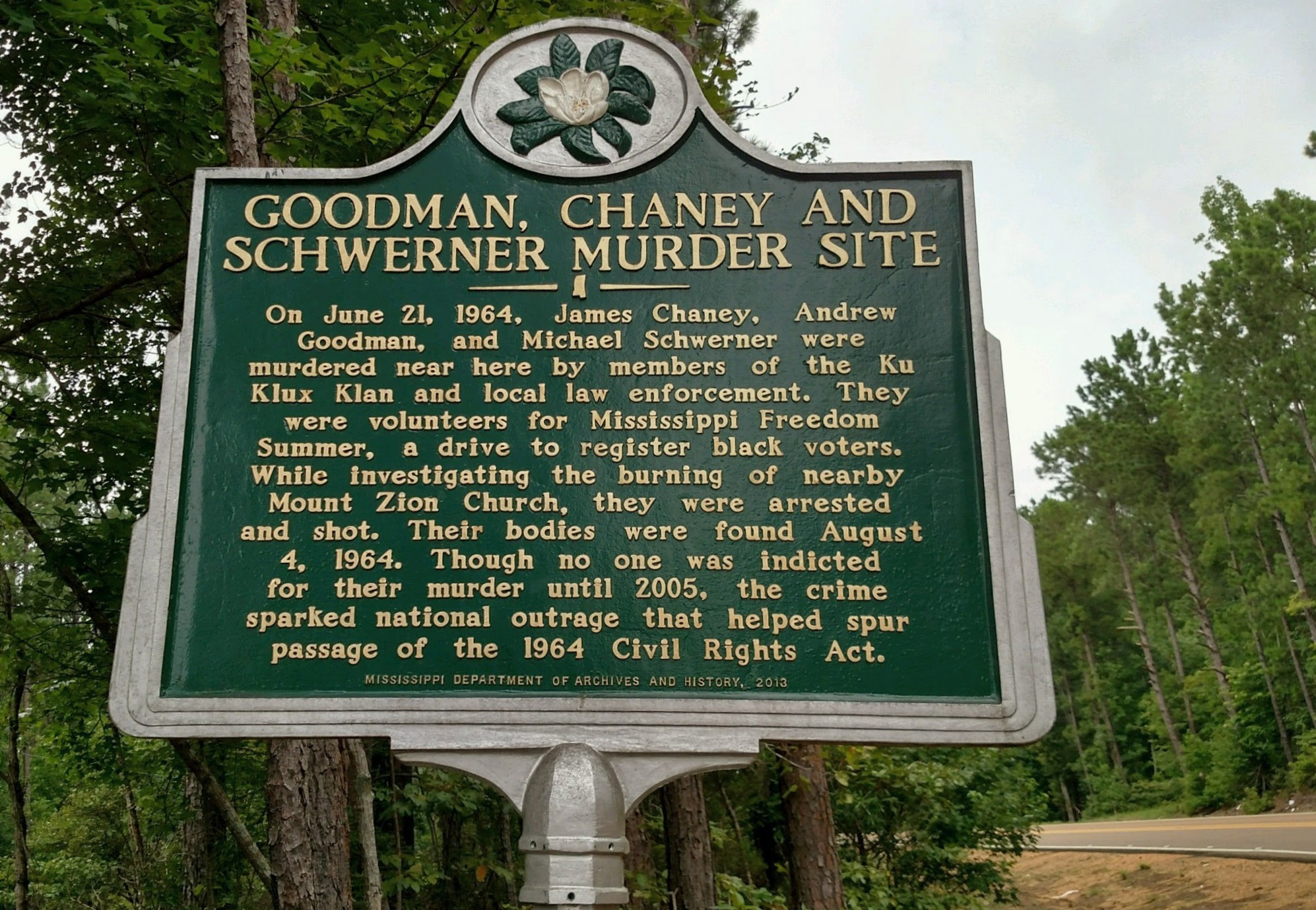
Sinalização à beira da estrada no estado do Mississippi indicando o local onde ocorreram os assassinatos dos ativistas dos direitos civis Goodman, Chaney e Schwerner em 1964.

Um memorial de pedra na Igreja Batista Mt. Nebo serve para honrar a memória dos três ativistas. Esta igreja desempenhou um papel significativo na comunidade e na história local, sendo um local de lembrança e reflexão sobre os eventos trágicos que ocorreram. Em 1989, um memorial foi erguido próximo à Igreja Metodista Unida de Mount Zion, no Condado de Neshoba. Este memorial reconhece os assassinatos como um evento crucial na história dos direitos civis e é um lugar de lembrança para aqueles que foram impactados pelos eventos.
Um memorial foi estabelecido em 2008 no local do assassinato, no cruzamento da MS 19 com a County Road 515. Este memorial foi vandalizado, mas posteriormente rededicado em 2013, reafirmando o compromisso com a memória dos três ativistas e a luta por justiça.
Em 2012, foi inaugurado um memorial na antiga cadeia do condado de Neshoba, que era o local onde Chaney, Goodman e Schwerner ficaram presos antes de serem assassinados. O memorial está localizado no lado norte da Rua East Myrtle, entre as avenidas Byrd e Center, e serve como um importante ponto de referência histórico, lembrando o local onde os direitos civis foram brutalmente atacados.

### Nova York
Construída em 1988 e inaugurada em 1989 na Biblioteca Rosenthal do Queens College, a Torre do Relógio Chaney-Goodman-Schwerner serve como um memorial em honra dos três ativistas. A placa comemorativa pode ser encontrada em registros arquivados, incluindo no site do Queens College. A cidade de Nova York nomeou um trecho de quatro quadras no Upper West Side de Manhattan como Freedom Place (Lugar da liberdade) em homenagem a Chaney, Goodman e Schwerner. Uma placa na interseção da Rua 70 com Freedom Place conta brevemente a história dos três ativistas. A placa foi recolocada em 1999 no jardim da Hostelling International New York, a pedido da Sra. Goodman, que desejava que a placa ficasse em um local acessível e visitado por jovens.
Em 1991, foi colocado um vitral na Capela Sage da Universidade Cornell, em memória dos três ativistas. Schwerner era graduado pela Cornell, e os pais de Goodman também eram associados à universidade. Em junho de 2014, a cidade natal de Schwerner, Pelham, Nova York, iniciou uma comemoração de um ano para marcar o 50º aniversário dos assassinatos. As atividades incluíram:
- Junho de 2014: Exibição gratuita do filme Freedom Summer na Pelham Picture House, seguida de uma discussão e sessão de perguntas e respostas com especialistas;[102]
- Novembro de 2014: O Comitê de Comemoração do Memorial Schwerner-Chaney-Goodman e o Distrito Escolar de Pelham organizaram eventos, incluindo um discurso de Nicholas Lemann, Reitor Emérito e professor da Escola de Pós-Graduação em Jornalismo da Universidade Columbia;[102]
- Outono de 2014: O Picture House Evening Film Club, para alunos do 9º ao 12º ano, exibiu um filme criado por eles com o tema “What Price Freedom” (Qual o Preço da Liberdade), inspirado no compromisso e sacrifício de Schwerner.[102]

## Na cultura
Diversas obras de cinema e documentários abordam os eventos relacionados aos assassinatos de Chaney, Goodman e Schwerner, refletindo sobre as consequências dos assassinatos e o impacto na luta pelos direitos civis. Aqui estão alguns dos principais filmes e documentários sobre o tema.

### Filme
- Summer in Mississippi (1964, Canadá; 1965, EUA):[103]
  - Direção: Beryl Fox;
  - Descrição: Um curta-metragem documental de 27 minutos que oferece uma visão do clima político e social no Mississippi durante o verão de 1964;

- Attack on Terror: The FBI vs. the Ku Klux Klan (1975):[104]
  - Produção: CBS;
  - Descrição: Um filme para televisão em duas partes baseado no livro de Don Whitehead. O filme dramatiza a investigação do FBI sobre o Klan e é estrelado por Wayne Rogers e Ned Beatty. Os personagens principais são interpretados por Hilly Hicks, Andrew Parks e Peter Strauss, que representam versões fictícias dos ativistas;

- Mississippi Burning (1988):[105]
  - Direção: Alan Parker;
  - Descrição: Este longa-metragem, vagamente baseado nos assassinatos e na investigação subsequente, gerou controvérsia por sua representação do FBI e da luta pelos direitos civis. Os personagens baseados em Goodman e Schwerner são interpretados por Rick Zieff e Geoffrey Nauffts, respectivamente;

- Murder in Mississippi (1990):[106]
  - Produção: Filme para televisão;
  - Descrição: Este filme examina os eventos que levaram à morte dos três ativistas e a reação à sua morte. Royce D. Applegate interpreta um personagem claramente inspirado por Cecil Price;

- Neshoba (2008):[107]
  - Direção: Micki Dickoff, Tony Pagano;
  - Descrição: Um documentário que detalha os assassinatos, a investigação e o julgamento de 2005 de Edgar Ray Killen. O filme apresenta depoimentos de parentes das vítimas, moradores do condado de Neshoba e outras pessoas envolvidas no movimento pelos direitos civis;

- All the Way (2016):[108]
  - Produção: HBO;
  - Descrição: Um filme para televisão sobre a presidência de Lyndon B. Johnson e sua agenda de direitos civis, incluindo uma referência à investigação dos assassinatos de Chaney, Goodman e Schwerner.

### Arte
Norman Rockwell retratou a injustiça do assassinato de ativistas dos direitos civis em sua pintura Murder in Mississippi (1965). Essa obra foi criada para ilustrar o artigo investigativo de Charles Morgan na revista Look, intitulado Southern Justice (1965), que fazia parte de uma série sobre direitos civis.

### Literatura
Os economistas Samuel Bowles e Herbert Gintis dedicaram seu livro A Cooperative Species (2011) a Chaney, Goodman e Schwerner, em reconhecimento ao seu ativismo e sacrifício.
George Oppen dedicou seu poema, “The Book of Job and a Draft of a Poem to Praise the Paths of the Living” (1973), a Schwerner. O romance Meridian (1976), de Alice Walker, aborda questões da era dos direitos civis e retrata o ativismo e os desafios enfrentados pelos envolvidos na luta pelos direitos civis.
O romance gráfico Stuck Rubber Baby (1995), de Howard Cruse, trata de questões da era dos direitos civis e faz referência aos assassinatos de Chaney, Goodman e Schwerner. O livro de não ficção de David J. Dennis Jr. (em colaboração com David J. Dennis Sr.), The Movement Made Us (2022), descreve os eventos do movimento dos direitos civis e inclui discussões sobre o impacto e as experiências de seus protagonistas.

### Teatro
Em abril de 2024, a peça Three Mothers teve sua estreia mundial no Capital Repertory Theatre em Albany, NY. A peça, escrita por Ajene D. Washington, oferece um possível vislumbre das conversas que as mães dos homens assassinados durante o movimento dos direitos civis poderiam ter tido. Sua inspiração é baseada na fotografia icônica das mulheres saindo do funeral final de seus filhos, refletindo a dor e a resiliência dessas mães diante da tragédia.

### Música
O pesquisador musical Dr. Justin Brummer, editor fundador do Vietnam War Song Project e do Post-War American Political Songs Project, identificou diversas canções relacionadas aos assassinatos de Chaney, Goodman e Schwerner. A música de Richard Fariña, “Michael, Andrew and James”, interpretada com Mimi Fariña, foi incluída em seu primeiro álbum do Vanguard, Celebrations for a Grey Day (1965).
Tom Paxton incluiu a música de tributo “Goodman, Schwerner, and Chaney” em seu álbum Ain't That News (1965). Pete Seeger e Frances Taylor compuseram a música “Those Three are On My Mind”, sobre os assassinatos, para homenagear os três trabalhadores. Phil Ochs compôs a música “Here's to the State of Mississippi” sobre esses eventos e outras violações dos direitos civis ocorridas naquele estado.
Embora tenha sido escrita um ano antes dos assassinatos, a música de Simon & Garfunkel, “He Was My Brother”, presente no álbum Wednesday Morning, 3 A.M. (1964), passou a ser associada a Andrew Goodman, que frequentou o Queens College perto do final dos anos de Simon na escola. A música “Days of Decision” de Phil Ochs inclui o verso: “From the three bodies buried in the Mississippi mud” ("Dos três corpos enterrados na lama do Mississippi").

### Televisão
O episódio final da 1ª temporada da série The FBI Files, intitulado “The True Story of Mississippi Burning”, foi ao ar em 23 de fevereiro de 1999 e abordou o caso dos assassinatos de Chaney, Goodman e Schwerner e o impacto investigativo do FBI.
A história foi um pano de fundo em pelo menos dois episódios da primeira temporada da série de televisão American Dreams (2002): “Down the Shore" e "High Hopes". No episódio “Chosen” da série Law & Order, o advogado de defesa Randy Dworkin, interpretado por Peter Jacobson, menciona Chaney, Goodman e Schwerner.
A minissérie 10 Days That Unexpectedly Changed America, transmitida pelo History Channel, apresentou o caso dos assassinatos de Chaney, Goodman e Schwerner como um dos eventos importantes que moldaram a história dos EUA. No episódio “Public Relations” (4ª temporada, episódio 1) da série Mad Men, a personagem Bethany menciona conhecer Andrew Goodman. Isso serve como um ponto de referência para o ano em que a temporada se passa e fornece contexto histórico para a série.
O filme All the Way (2016) da HBO, que retrata a presidência de Lyndon B. Johnson, aborda a aprovação da Lei dos Direitos Civis de 1964 e inclui uma breve menção aos assassinatos de Chaney, Goodman e Schwerner como parte do pano de fundo histórico que influencia os eventos retratados no filme.

### Áudio
A terceira temporada do podcast da CBC Someone Knows Something realmente foca na descoberta dos corpos de Henry Hezekiah Dee e Charles Eddie Moore. Esta temporada explora o caso dos dois jovens afro-americanos, que foram assassinados pela Ku Klux Klan em 1964, e a investigação subsequente sobre esses crimes.